# Mecze reprezentacji Polski w piłce ręcznej mężczyzn prowadzonej przez Bartosza Jureckiego
Zestawienie meczów reprezentacji Polski w piłce ręcznej mężczyzn, prowadzonej przez Bartosza Jureckiego:

## Oficjalne mecze międzypaństwowe
| Nr | Przeciwnik | Miejsce | Data          | Impreza            | Wynik (Polska-rywal) | Raport |
| -- | ---------- | ------- | ------------- | ------------------ | -------------------- | ------ |
| 1. | Francja    | Gdańsk  | 8 marca 2023  | eliminacje ME 2024 | 28:38                |        |
| 2. | Francja    | Aix     | 11 marca 2023 | eliminacje ME 2024 | 27:30                |        |

## Bilans meczów
|                 | zwycięstwa | remisy | porażki |
| ogółem          | 0          | 0      | 2       |
| dom             | 0          | 0      | 1       |
| wyjazd          | 0          | 0      | 1       |
| neutralny teren | 0          | 0      | 0       |

|                 | zdobyte | stracone |
| ogółem          | 55      | 68       |
| dom             | 28      | 38       |
| wyjazd          | 27      | 30       |
| neutralny teren | 0       | 0        |